# Mia May
Mia May, nata con il nome Hermine Pfleger (Vienna, 2 giugno 1884 – Los Angeles, 28 novembre 1980), è stata un'attrice e cantante austriaca.
Era moglie del regista e produttore Joe May e madre dell'attrice Eva May.

## Biografia
Iniziò a recitare già da bambina, a cinque anni, continuando poi a calcare le tavole del palcoscenico in piccoli ruoli. Con il nome di Herma Angelot, lavorò a Vienna come attrice e cantante. Nel 1902, si sposò con il regista e produttore Joe May. Dal matrimonio nacque una figlia, Eva (1902-1924), che avrebbe intrapreso anche lei la carriera di attrice esordendo a dodici anni in un film diretto dal padre.
L'attrice aveva cambiato il suo nome in Mia May e anche il marito, il cui nome era Joseph Mandel, avrebbe adottato lo stesso cognome della moglie che era tornata nel 1910 a lavorare nel teatro di operetta di Amburgo.
Nel 1912, Mia May debuttò sullo schermo in un film del marito, In der Tiefe des Schachtes, girato in Germania. Intraprese così una carriera cinematografica che la portò a recitare anche con altri registi. Viene ricordata per alcuni ruoli da protagonista come in Das wandernde Bild di Fritz Lang - che era stato uno dei collaboratori del marito - e, soprattutto, in alcune grandi produzioni di May, Veritas vincit, La signora del mondo e la versione del 1921 di Das indische Grabmal. Al film collaborò anche Lang che avrebbe ripreso alla fine degli anni cinquanta, con protagonista Debra Paget, il dittico di ambiente indiano tratto dal romanzo di Thea von Harbou.
Mia May si ritirò dalle scene dopo il suicidio di Eva che, nel maggio 1924, si era uccisa, sparandosi, a soli 22 anni.
All'avvento dei nazionalsocialisti, Mia e Joe May, nel 1933, emigrarono insieme negli Stati Uniti, abbandonando la Germania. May trovò lavoro all'Universal ma non riuscì mai a integrarsi completamente nell'ambiente di Hollywood a causa della lingua. Aprì un ristorante nel 1944, lasciando il cinema. Morì dieci anni più tardi, dopo una lunga malattia.
Rimasta vedova, Mia visse negli Stati Uniti dove morì il 28 novembre 1980 a Los Angeles all'età di novantasei anni.

## Filmografia
La filmografia è completa. Quando manca il nome del regista, questo non viene riportato nei titoli

### Attrice
- In fondo alla miniera (In der Tiefe des Schachtes), regia di Joe May (1912)
- Wer hebt den Stein?, regia di Fritz Bernhardt (1913)
- Ketten der Vergangenheit (1914)
- La villa misteriosa (Stuart Webbs: Die geheimnisvolle Villa), regia di Joe May (1914)
- In der Nacht, regia di Emmerich Hanus e Joe May (1915)
- La parte più difficile (Sein schwierigster Fall), regia di Joe May (1915)
- Charley, der Wunderaffe, regia di Joe May (1915)
- Arme Eva Maria, regia di Joe May (1916)
- Die Sünde der Helga Arndt, regia di Joe May (1916)
- Die Gespensteruhr, regia di Joe May (1916)
- Nebel und Sonne, regia di Joe May (1916)
- Ein einsam Grab, regia di Karl Gerhardt (1916)
- Die Liebe der Betty Raymond, regia di Joe May (1917)
- Die Silhouette des Teufels, regia di Joe May e di Felix Basch (1917)
- Hilde Warren und der Tod, regia di Joe May (1917)
- Lo chauffeur nero (Der schwarze Chauffeur), regia di Joe May (1917)
- Ein Lichtstrahl im Dunkel, regia di Joe May (1917)
- Wogen des Schicksals, regia di Joe May (1917)
- Das Opfer, regia di Joe May (1918)
- Fünf Minuten zu spät, regia di Uwe Jens Krafft (1918)
- Ihr großes Geheimnis, regia di Leopold Bauer e Joe May (1918)
- Die Bettelgräfin, regia di Joe May e Bruno Ziener (1918)
- Signorina dentista (Fräulein Zahnarzt), regia di Joe May (1919)
- Die platonische Ehe, regia di Paul Leni (1919)
- Veritas vincit, regia di Joe May (1919)
- L'amica dell'uomo giallo (Die Herrin der Welt 1. Teil - Die Freundin des gelben Mannes), regia di Joseph Klein e Joe May (1919)
- La signora del mondo (2º episodio) (Die Herrin der Welt 2. Teil - Die Geschichte der Maud Gregaards), regia di Joe May (1919)
- La signora del mondo (3º episodio) (Die Herrin der Welt 3. Teil - Der Rabbi von Kuan-Fu', regia di Joe May (1919)
- Il re Makomba (Die Herrin der Welt 4. Teil - König Macombe), regia di Joseph Klein e Uwe Jens Krafft (1919)
- Ophir, la città del passato (Die Herrin der Welt 5. Teil - Ophir, die Stadt der Vergangenheit), regia di Uwe Jens Krafft (1920)
- La miliardaria (Die Herrin der Welt 6. Teil - Die Frau mit den Millionarden), regia di Uwe Jens Krafft (1920)
- La benefattrice dell'umanità (Die Herrin der Welt, 7. Teil - Die Wohltäterin der Menschheit), regia di Karl Gerhardt (1920)
- La vendetta di Maud (Die Herrin der Welt 8. Teil - Die Rache der Maud Fergusson), regia di Joe May (1920)
- Der Amönenhof, regia di Uwe Jens Krafft (1920)
- La confessione di Lavinia Morland (Die Schuld der Lavinia Morland), regia di Joe May (1920)
- L'immagine errante (Das wandernde Bild), regia di Fritz Lang (1920)
- Das indische Grabmal zweiter Teil - Der Tiger von Eschnapur, regia di Joe May (1921)
- Das indische Grabmal erster Teil - Die Sendung des Yoghi, regia di Joe May (1921)
- Der Leidensweg der Inge Krafft, regia di Robert Dinesen (1921)
- Tragödie der Liebe, regia di Joe May (1923)
- Liebesbriefe der Baronin von S..., regia di Henrik Galeen (1924)

### Sceneggiatrice
- Ihr großes Geheimnis, regia di Leopold Bauer (1918)

### Film o documentari dove appare Mia May
- Rund um die Liebe, regia di Oskar Kalbus - filmati di repertorio (1929)
- Tempi magnifici (Herrliche Zeiten), regia di Erik Ode e Günter Neumann - documentario/filmati di repertorio (1950)